# Évidemment (La Zarra)
Évidemment is een nummer van de Canadese zangeres La Zarra, dat uitgebracht werd op 19 februari 2023. Het nummer zal Frankrijk vertegenwoordigen op het Eurovisiesongfestival 2023 nadat La Zarra intern was geselecteerd door France Télévisions, de Franse omroep voor het Eurovisiesongfestival. 

## Eurovisiesongfestival
Op 13 januari 2023 kondigde France Télévisions officieel aan dat de omroep La Zarra intern had uitgekozen om Frankrijk te vertegenwoordigen op het Eurovisiesongfestival 2023. Het nummer werd officieel uitgebracht op 19 februari 2023. Volgens La Zarra was het nummer dat ze had gemaakt speciaal voor het Eurovisiesongfestival.